# Blinn-Beleuchtungsmodell

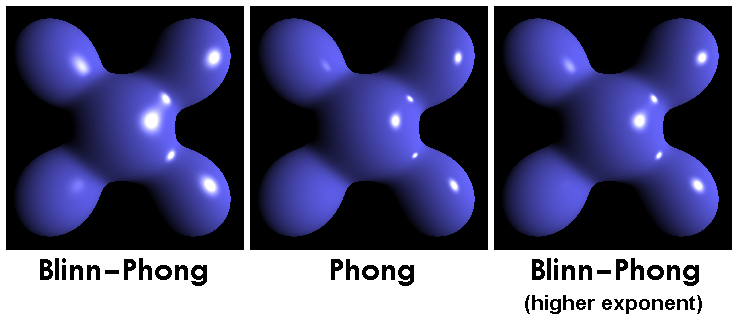
Vergleich des Blinn- und Phong-Modells.

Das Blinn-Beleuchtungsmodell (auch Blinn-Phong-Modell) ist in der Bildsynthese ein lokales Beleuchtungsmodell zur Lichtreflexion an Oberflächen. Als Grundlage wird das Phong-Beleuchtungsmodell verwendet. Durch Nutzung sogenannter Halfway-Vektoren werden die notwendigen Berechnungen beschleunigt, ohne das Ergebnis auf merkbare Weise zu beeinflussen. Das Modell wurde 1977 von James F. Blinn (Jim Blinn) beschrieben, der auch das Bumpmapping entwickelte.

## Anwendung
In der Praxis wird das Blinn-Beleuchtungsmodell zum Beispiel in OpenGL verwendet, da es die Berechnung des Reflexionsvektors vermeidet. Stattdessen wird die Winkelhalbierende {\displaystyle H} verwendet:
{\displaystyle H={\frac {V+L}{\|V+L\|}}}
mit
- {\displaystyle V}: normierter Vektor vom Punkt zum Betrachter
- {\displaystyle L}: normalisierter Vektor vom Punkt zu der zu betrachtenden Punktlichtquelle

Mit diesem kann nun der Cosinus des Winkels {\displaystyle \theta '} zwischen der Normalen {\displaystyle N} und der Winkelhalbierenden {\displaystyle H} berechnet werden:
{\displaystyle \cos \theta '=N\cdot H}
Die oben genannte Formel gilt natürlich nur unter der Voraussetzung, dass {\displaystyle \|N\|=1} ist. Diesen Cosinus kann man nun anstelle von {\displaystyle \cos \theta } in der aus dem Phong-Beleuchtungsmodell bekannten Formel zur Berechnung des spekularen Anteils einsetzen:
{\displaystyle {\begin{matrix}I_{\text{specular}}&=&I_{\text{in}}\cdot k_{\text{specular}}\cdot \cos ^{n}\theta '\\&=&I_{\text{in}}\cdot k_{\text{specular}}\cdot \left({\frac {(V+L)\cdot N}{\|(V+L)\|\cdot \|N\|}}\right)^{n}\end{matrix}}}
mit
- {\displaystyle I_{\text{in}}}: Lichtstärke des einfallenden Lichtstrahls der Punktlichtquelle
- {\displaystyle k_{\text{specular}}}: empirisch bestimmter Reflexionsfaktor für spiegelnde Komponente der Reflexion
- {\displaystyle n}: konstanter Exponent zur Beschreibung der Oberflächenbeschaffenheit (in OpenGL „Shininess“ genannt)

## Vergleich mit dem Phong-Modell
Der Winkel {\displaystyle \theta '} ist angenähert halb so groß wie der
Winkel {\displaystyle \theta } im Phong-Modell. (Diese Beziehung ist exakt, wenn L, V und N in einer Ebene liegen.)
Um mit dem Blinn-Modell vergleichbare Ergebnisse zu erzielen wie mit dem Phong-Modell, muss man den Exponenten n in der obigen Formel viermal so groß wählen wie den Exponenten n beim Phong-Modell.